# 纳尔默达河三桥
纳尔默达河三桥是一座位于印度巴鲁奇县的斜拉桥（鳍背桥），全长约1.4（1英里），承载8号国道跨越纳尔默达河，该桥是8号国道巴罗达至苏拉特段公路项目的一部分。大桥走向与英迪拉·甘地总理时期修建的萨达尔大桥平行，是印度最长的矮塔斜拉桥。
大桥由拿丁集团和戴维达系统国际（Dywidag Systems International）负责建造，总造价约379亿印度卢比。

## 概况
大桥全长1,344（4,409英尺），是一座九塔矮塔斜拉桥，跨径布置为96米+8×144米+96米，桥面宽20.8（68英尺），承载双向四车道，一侧设置宽3（10英尺）的人行道，该桥位于萨达尔大桥下游约100（328英尺）处，通车时间为2016年8月。